# Carlo Bertolini
Carlo Bertolini (Roverbella, 22 gennaio 1922 – Mantova, 11 febbraio 2019) è stato un pittore, scultore e incisore italiano.

## Biografia
Iniziò ad avvicinarsi alla pittura nei primi anni Cinquanta, imparando a dipingere da autodidatta paesaggi, boschi, panorami e nature morte. In scultura sperimentò anche la lavorazione della creta. Fece parte degli ambienti artistici mantovani e nel 1955 partecipò alla sua prima mostra alla Casa del Mantegna a Mantova. Frequentò lo studio del pittore Aldo Bergonzoni, diventando suo amico. Nel giugno del 1958 partecipò alla "Mostra d’Arte nel tempo libero" con due sculture, che vinsero il primo e terzo premio alla "Mostra Sindacale alla Gonzaghesca" di Mantova. Frequentò l'Accademia di belle arti di Urbino, perfezionando l'arte dell'incisione e sperimentando l'arte dell'acquaforte.
Agli inizi degli anni Sessanta il suo studio nel centro di Mantova venne frequentato da noti pittori mantovani, tra questi: Stranieri, Giorgi, Bolognesi, Negri e Jori. La sua principale ricerca è lo studio della figura umana nelle diverse articolazioni, riprodotta in opere scultoree anche di grandi dimensioni. Carlo Bertolini insegnò nella sezione artistica dell'Università della Terza Età di Mantova.